# انریکه لوپس لاوین
انریکه لوپس لاوین (اسپانیایی: Enrique López Lavigne‎؛ زادهٔ ۱۹۶۷) تهیه‌کننده فیلم اهل اسپانیا است. پدر او اسپانیایی و مادرش فرانسوی است. وی دانش‌آموختهٔ رشتهٔ حقوق در دانشگاه کمپلوتنسه مادرید است و سال‌های به عنوان وکیل در پاریس کار کرد. او از سال ۲۰۲۰ عضو آکادمی علوم و هنرهای سینما است و یک شرکت فیلم‌سازی به نام «اِل استودیو» دارد.
از فیلم‌هایی که وی در آن‌ها نقش داشته‌است، می‌توان به تورو، لوسیا و سکس، ۲۸ هفته بعد، غیرممکن، ورونیکا و آنکه برایت خواهد خواند اشاره نمود.